# بطولة العالم لكرة الطائرة للسيدات 1962
أقيمت بطولة العالم لكرة الطائرة للسيدات 1962 في نسختها الرابعة في موسكو في الاتحاد السوفيتي في الفترة من 13 أكتوبر وإلى 25 أكتوبر 1962.

## المنتخبات المشاركة
| المجموعة ا - النمسا - البرازيل - بولندا | المجموعة ب - بلغاريا - تشيكوسلوفاكيا - المجر | المجموعة ج - الصين - ألمانيا الشرقية - اليابان - كوريا الشمالية | المجموعة د - الاتحاد السوفيتي - هولندا - رومانيا - ألمانيا الغربية |

## الترتيب النهائي
| 1. اليابان 2. الاتحاد السوفيتي 3. بولندا 4. بلغاريا 5. رومانيا 6. تشيكوسلوفاكيا 7. ألمانيا الشرقية 8. البرازيل 9. الصين 10. كوريا الشمالية 11. المجر 12. هولندا 13. ألمانيا الغربية 14. النمسا | \| بطولة العالم لكرة الطائرة للسيدات 1962 \| \| -------------------------------------- \| \| · اليابان · للمرة الأولى \| |
| بطولة العالم لكرة الطائرة للسيدات 1962 | |
| · اليابان · للمرة الأولى | |

## روابط إضافية
- الاتحاد الدولي لكرة الطائرة